# Ryákia
Ryákia är en ort i Grekland.   Den ligger i prefekturen Nomós Pierías och regionen Mellersta Makedonien, i den norra delen av landet, 290 km norr om huvudstaden Aten. Ryákia ligger 430 meter över havet och antalet invånare är 583.
Terrängen runt Ryákia är huvudsakligen kuperad, men den allra närmaste omgivningen är platt. Terrängen runt Ryákia sluttar österut. Runt Ryákia är det ganska glesbefolkat, med 30 invånare per kvadratkilometer. Närmaste större samhälle är Kateríni, 17,4 km sydost om Ryákia. == Kommentarer ==
1. ↑  Framräknat ur variansen i alla höjduppgifter (DEM 3") från Viewfinder Panoramas, inom 10 km radie.[2] Mer om algoritmen finns här: Användare:Lsjbot/Algoritmer.